# Mohamed Manaâ
Mohamed Lofti Manaâ (ur. 21 listopada 1964) – algierski piłkarz grający na pozycji napastnika. W swojej karierze rozegrał 2 mecze w reprezentacji Algierii.

## Kariera klubowa
Swoją karierę piłkarską Manaâ rozpoczął w klubie WKF Collo. W sezonie 1983/1984 zadebiutował w jego barwach w pierwszej lidze algierskiej. W latach 1987–1990 był zawodnikiem USM Annaba. W 1990 roku przeszedł do MO Constantine. W sezonie 1990/1991 wywalczył z nim mistrzostwo Algierii. W latach 1995–1997 występował w USM Blida, w którym zakończył karierę.

## Kariera reprezentacyjna
W reprezentacji Algierii Manaâ zadebiutował 31 grudnia 1989 roku w zremisowanym 0:0 towarzyskim meczu z Senegalem, rozegranym w Dakarze. W 1990 roku został powołany do kadry na Puchar Narodów Afryki 1990. Na tym turnieju nie rozegrał żadnego meczu. Z Algierią wywalczył mistrzostwo Afryki. Od 1989 do 1991 rozegrał w kadrze narodowej 2 mecze.